# 李根源故居
- 關於类似名字的云南文物保护单位，請見「李根源旧居」。
- 關於位于江苏苏州的李根源故居，請見「李根源故居 (苏州)」。

李根源故居，位于中华人民共和国云南省德宏傣族景颇族自治州梁河县城北3公里处的九保街正街南侧，是云南省文物保护单位。

## 特点
李根源故居扩建于民国元年（1912年），为四合院土木结构瓦屋顶单体建筑，坐东南向西北，是辛亥革命领导人李根源的出生地。左厢之后为条形院落，后为三开间库房。中心院落为三开间正房（内设暖阁家堂）；仓房、厨房分别为左右耳房。整个建筑布局为典型的四合院两照壁的滇西民居建筑风格。前厅侧墙上镶嵌着青石横额，刻有李根源提写的“岁寒松柏庐”，该青石横额嵌于故居前沿厅侧墙上。1993年11月16日，云南省人民政府将李根源故居列为省级重点文物保护单位。